# Gran Premio di Monaco 1973
Il Gran Premio di Monaco 1973, XXXI Grand Prix Automobile de Monaco di Formula 1 e sesta gara del campionato di Formula 1 del 1973, si è disputato il 3 giugno sul circuito di Monte Carlo ed è stato vinto da Jackie Stewart su Tyrrell-Ford Cosworth.

## Qualifiche
| Pos | No | Pilota               | Costruttore       | Squadra                        | Tempo  | Gap  |
| --- | -- | -------------------- | ----------------- | ------------------------------ | ------ | ---- |
| 1   | 5  | Jackie Stewart       | Tyrrell-Ford      | Elf Team Tyrrell               | 1:27.5 |      |
| 2   | 2  | Ronnie Peterson      | Lotus-Ford        | John Player Team Lotus         | 1:27.7 | +0.2 |
| 3   | 7  | Denny Hulme          | McLaren-Ford      | Yardley Team McLaren           | 1:27.8 | +0.3 |
| 4   | 6  | François Cevert      | Tyrrell-Ford      | Elf Team Tyrrell               | 1:27.9 | +0.4 |
| 5   | 1  | Emerson Fittipaldi   | Lotus-Ford        | John Player Team Lotus         | 1:28.1 | +0.6 |
| 6   | 21 | Niki Lauda           | BRM               | Marlboro BRM                   | 1:28.5 | +1.0 |
| 7   | 3  | Jacky Ickx           | Ferrari           | Scuderia Ferrari SpA SEFAC     | 1:28.7 | +1.2 |
| 8   | 19 | Clay Regazzoni       | BRM               | Marlboro BRM                   | 1:28.9 | +1.4 |
| 9   | 11 | Wilson Fittipaldi    | Brabham-Ford      | Motor Racing Developments Ltd  | 1:28.9 | +1.4 |
| 10  | 25 | Howden Ganley        | Iso Marlboro-Ford | Frank Williams Racing Cars     | 1:29.0 | +1.5 |
| 11  | 20 | Jean-Pierre Beltoise | BRM               | Marlboro BRM                   | 1:29.0 | +1.5 |
| 12  | 22 | Chris Amon           | Tecno             | Martini Racing                 | 1:29.3 | +1.8 |
| 13  | 23 | Mike Hailwood        | Surtees-Ford      | Brooke Bond Oxo Team Surtees   | 1:29.4 | +1.9 |
| 14  | 14 | Jean-Pierre Jarier   | March-Ford        | STP March Racing Team          | 1:29.4 | +1.9 |
| 15  | 8  | Peter Revson         | McLaren-Ford      | Yardley Team McLaren           | 1:29.4 | +1.9 |
| 16  | 4  | Arturo Merzario      | Ferrari           | Scuderia Ferrari SpA SEFAC     | 1:29.5 | +2.0 |
| 17  | 24 | Carlos Pace          | Surtees-Ford      | Brooke Bond Oxo Team Surtees   | 1:29.6 | +2.1 |
| 18  | 27 | James Hunt           | March-Ford        | Hesketh Racing                 | 1:29.9 | +2.4 |
| 19  | 10 | Carlos Reutemann     | Brabham-Ford      | Motor Racing Developments Ltd  | 1:30.1 | +2.6 |
| 20  | 16 | George Follmer       | Shadow-Ford       | UOP Shadow Racing Team         | 1:30.4 | +2.9 |
| 21  | 15 | Mike Beuttler        | March-Ford        | Clarke-Mordaunt-Guthrie Racing | 1:31.0 | +3.5 |
| 22  | 26 | Nanni Galli          | Iso Marlboro-Ford | Frank Williams Racing Cars     | 1:31.1 | +3.6 |
| 23  | 17 | Jackie Oliver        | Shadow-Ford       | UOP Shadow Racing Team         | 1:31.2 | +3.7 |
| 24  | 18 | David Purley         | March-Ford        | LEC Refrigeration Racing       | 1:31.9 | +4.4 |
| 25  | 12 | Graham Hill          | Shadow-Ford       | Embassy Racing                 | 1:31.9 | +4.4 |
| 26  | 9  | Andrea De Adamich    | Brabham-Ford      | Ceramica Pagnossin Team MRD    | 1:32.1 | +4.6 |

## Gara
| Pos | No | Pilota               | Costruttore       | Giri | Tempo/Ritiro        | Pos. Griglia | Punti |
| --- | -- | -------------------- | ----------------- | ---- | ------------------- | ------------ | ----- |
| 1   | 5  | Jackie Stewart       | Tyrrell-Ford      | 78   | 1:57:44.3           | 1            | 9     |
| 2   | 1  | Emerson Fittipaldi   | Lotus-Ford        | 78   | + 1.3               | 5            | 6     |
| 3   | 2  | Ronnie Peterson      | Lotus-Ford        | 77   | + 1 Giro            | 2            | 4     |
| 4   | 6  | François Cevert      | Tyrrell-Ford      | 77   | + 1 Giro            | 4            | 3     |
| 5   | 8  | Peter Revson         | McLaren-Ford      | 76   | + 2 Giri            | 15           | 2     |
| 6   | 7  | Denny Hulme          | McLaren-Ford      | 76   | + 2 Giri            | 3            | 1     |
| 7   | 9  | Andrea De Adamich    | Brabham-Ford      | 75   | + 3 Giri            | 26           |       |
| 8   | 23 | Mike Hailwood        | Surtees-Ford      | 75   | + 3 Giri            | 13           |       |
| 9   | 27 | James Hunt           | March-Ford        | 73   | Motore              | 18           |       |
| 10  | 17 | Jackie Oliver        | Shadow-Ford       | 72   | + 6 Giri            | 23           |       |
| 11  | 11 | Wilson Fittipaldi    | Brabham-Ford      | 71   | Alimentazione       | 9            |       |
| Ret | 14 | Jean-Pierre Jarier   | March-Ford        | 67   | Cambio              | 14           |       |
| Ret | 12 | Graham Hill          | Shadow-Ford       | 62   | Sospensione         | 25           |       |
| Ret | 4  | Arturo Merzario      | Ferrari           | 58   | Pressione dell'olio | 16           |       |
| Ret | 10 | Carlos Reutemann     | Brabham-Ford      | 46   | Cambio              | 19           |       |
| Ret | 3  | Jacky Ickx           | Ferrari           | 44   | Trasmissione        | 7            |       |
| Ret | 25 | Howden Ganley        | Iso Marlboro-Ford | 41   | Trasmissione        | 10           |       |
| Ret | 20 | Jean-Pierre Beltoise | BRM               | 39   | Incidente           | 11           |       |
| Ret | 24 | Carlos Pace          | Surtees-Ford      | 31   | Trasmissione        | 17           |       |
| Ret | 18 | David Purley         | March-Ford        | 31   | Perdita di benzina  | 24           |       |
| Ret | 26 | Nanni Galli          | Iso Marlboro-Ford | 30   | Trasmissione        | 22           |       |
| Ret | 21 | Niki Lauda           | BRM               | 24   | Cambio              | 6            |       |
| Ret | 22 | Chris Amon           | Tecno             | 22   | Surriscaldamento    | 12           |       |
| Ret | 19 | Clay Regazzoni       | BRM               | 15   | Freni               | 8            |       |
| Ret | 15 | Mike Beuttler        | March-Ford        | 3    | Motore              | 21           |       |
| DNS | 16 | George Follmer       | Shadow-Ford       | 0    | Non partito         | 20           |       |

## Statistiche
Piloti
- 25ª vittoria per Jackie Stewart
- 40° podio per Jackie Stewart
- 1º Gran Premio per David Purley e James Hunt
- Ultimo Gran Premio per Nanni Galli

Costruttori
- 14° vittoria per la Tyrrell
- 10° pole position per la Tyrrell

Motori
- 57° vittoria per il motore Ford Cosworth

Giri al comando
- François Cevert (1)
- Ronnie Peterson (2-7)
- Jackie Stewart (8-78)

## Classifiche

### Piloti
| Pos. | Pilota               | Punti |
| ---- | -------------------- | ----- |
| 1    | Emerson Fittipaldi   | 41    |
| 2    | Jackie Stewart       | 37    |
| 3    | François Cevert      | 21    |
| 4    | Peter Revson         | 11    |
| 5    | Denny Hulme          | 10    |
| 6    | Arturo Merzario      | 6     |
| 7    | George Follmer       | 5     |
| 8    | Jacky Ickx           | 5     |
| 9    | Ronnie Peterson      | 4     |
| 10   | Andrea De Adamich    | 3     |
| 11   | Jean-Pierre Beltoise | 2     |
| 12   | Niki Lauda           | 2     |
| 13   | Wilson Fittipaldi    | 1     |
| 14   | Clay Regazzoni       | 1     |
| 15   | Chris Amon           | 1     |

### Costruttori
| Pos. | Team         | Punti |
| ---- | ------------ | ----- |
| 1    | Tyrrell-Ford | 45    |
| 2    | Lotus-Ford   | 41    |
| 3    | McLaren-Ford | 17    |
| 4    | Ferrari      | 9     |
| 5    | Shadow-Ford  | 5     |
| 6    | BRM          | 5     |
| 7    | Brabham-Ford | 4     |
| 8    | Tecno        | 1     |